# Serhij Basow
Serhij Hermanowycz Basow, ukr.: Сергій Германович Басов (ur. 19 stycznia 1987 w Arcyzie, w obwodzie odeskim) – ukraiński piłkarz grający na pozycji obrońcy, zawodnik FK Atyrau.

## Życiorys

### Kariera klubowa
Wychowanek różnych Szkół Sportowych w Zaporożu, barwy których bronił w juniorskich mistrzostwach Ukrainy (DJuFL). Latem 2007 rozpoczął karierę piłkarską w ukraińskim klubie Tytan Donieck. 1 lipca 2009 został zawodnikiem Zirki Kirowohrad. Latem 2010 przeszedł do Bukowyny Czerniowce. W lipcu 2012 został piłkarzem FK Ołeksandrija. 28 stycznia 2018 wyjechał do Kazachstanu, gdzie zasilił skład Akżajyku Orał, bez odstępnego.
22 lutego 2020 podpisał kontrakt z kazachskim klubem FK Atyrau, umowa do 31 grudnia 2020; bez odstępnego.

## Sukcesy

### Klubowe
FK Ołeksandrija
- mistrz Ukraińskiej Pierwszej Ligi: 2014/15
- wicemistrz Ukraińskiej Pierwszej Ligi: 2013/14
- brązowy medalista Ukraińskiej Pierwszej Ligi: 2012/13